# Bătarci
Bătarci é uma comuna romena localizada no distrito de Satu Mare, na região histórica da Transilvânia. A comuna possui uma área de 59.76 km² e sua população era de 3853 habitantes segundo o censo de 2007.